# Ожизи
Ожизи (фр. Augisey) насеље је и општина у источној Француској у региону Франш-Конте, у департману Јура која припада префектури Лон ле Соније.
По подацима из 2011. године у општини је живело 194 становника, а густина насељености је износила 20,88 становника/km². Општина се простире на површини од 9,29 km². Налази се на средњој надморској висини од 485 метара (максималној 594 m, а минималној 427 m).

## Демографија
| 1962. | 1968. | 1975. | 1982. | 1990. | 1999. | 2011. |
| ----- | ----- | ----- | ----- | ----- | ----- | ----- |
| 205   | 212   | 216   | 195   | 186   | 206   | 194   |

График промене броја становника у току последњих година